# Faradj Garayev
Pour les articles homonymes, voir Garayev.
Faraj Garayev (azéri: Fərəc Qara oğlu Qarayev) né le 19 décembre 1943 à Bakou est un compositeur azerbaïdjanais, professeur, fils de l'éminent compositeur azerbaïdjanais Gara Garayev et l'un des principaux compositeurs de la période post-soviétique.

## Éducation
En 1966, il est diplômé avec mention du Conservatoire d'État d'Azerbaïdjan U. Hajibeyov dans la classe de composition de son père, le professeur Gara Garayev.
En 1971, il termine également des études de troisième cycle

## Carrière de professeur
De 1966 à 2003, il enseigne la composition, l'instrumentation et la polyphonie au Conservatoire d'État d'Azerbaïdjan (à partir de 1991 - l'Académie de musique de Bakou).
En 1994 il reçoit le titre académique de professeur.
Depuis 1991, il vit à Bakou et à Moscou. Depuis 1999 - Professeur au Département de théorie musicale du Conservatoire d'État de Moscou P.I. Tchaïkovski, en 2003-2005 - professeur au département de composition du Conservatoire d'État de Kazan nommé d'après N. Zhiganova.

## Activité créative
Les compositions de Garayev sont jouées lors de festivals et de concerts dans les pays de la CEI, en Europe, en Amérique du Sud, aux États-Unis et au Japon. Des chefs d'orchestre tels que Gennady Rozhdestvensky, Vassily Sinaisky, Alexander Lazarev, Maxime Chostakovitch (URSS, Russie), Rauf Abdullayev (Azerbaïdjan), Ingo Metzmacher (Allemagne), Reinbert de Leeuw et Ed Spanjaard (Pays-Bas), Ensemble de solistes du Théâtre Bolchoï (Moscou), «Studio of new music» (Moscou), Ensemble Modern (Francfort, Allemagne), Nieuw Ensemble et Schoenberg Ensemble (Amsterdam, Pays-Bas), Quatuor Danel (France), Continuum (New York City, États-Unis) et d'autres sont parmi les interprètes de ses compositions.
En 1994-1996. - Vice-président de l'Association de la musique contemporaine de Moscou (ACM).
Depuis 1995 - Président de la Yeni Musiqi, fondée par lui à Bakou.
En 1980-1994 - directeur artistique BaKaRA-ENSEMBLE (Bakou).
En 1991-1992. - Chercheur de la Fondation culturelle A. Krupp (Essen, Allemagne).
20En 2007-2008, 2010-2011, 2013-2014, 2015-2016 - directeur artistique du projet du ministère de la Culture et du Tourisme d'Azerbaïdjan "Face à face avec le temps" ("Zamanla üz-üzə")